# Staatsmeisterschaft von Espírito Santo
Die Staatsmeisterschaft von Espírito Santo ist die Fußballmeisterschaft des Bundesstaates Espírito Santo (portugiesisch: Campeonato Capixaba de Futebol) in Brasilien. Sie wird seit 1917 vom Fußballlandesverband der Federação de Futebol do Estado do Espírito Santo (FES) organisiert und durchgehend jährlich ausgetragen.

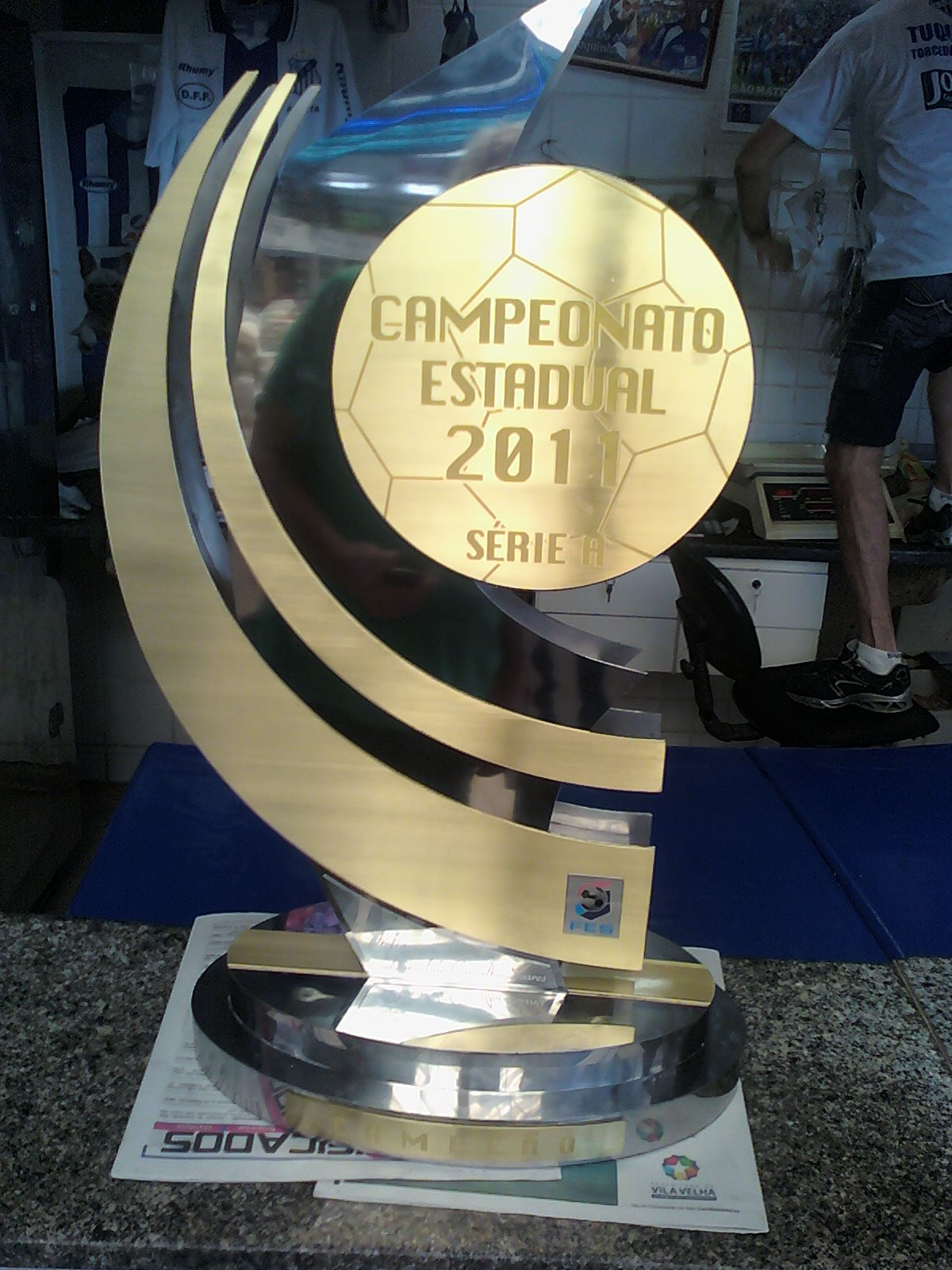
Die von der AA São Mateus gewonnene Meistertrophäe von 2011.

Rekordmeister ist der Rio Branco AC aus der Landeshauptstadt Vitória mit 39 Titeln.

## Sieger
| Rekordmeister: Rio Branco AC | 0 | 39 Titel | Rio Branco AC (Vitória) |
| Rekordmeister: Rio Branco AC | 0 | 18 Titel | AD Ferroviária Vale do Rio Doce (Cariacica) |
| Rekordmeister: Rio Branco AC | 0 | 10 Titel | Vitória FC (Vitória) |
| Rekordmeister: Rio Branco AC | 0 | 06 Titel | América FC (Vitória) Santo Antônio FC (Vitória) SD Serra FC (Serra) |
| Rekordmeister: Rio Branco AC | 0 | 04 Titel | Linhares EC (Linhares) |
| Rekordmeister: Rio Branco AC | 0 | 03 Titel | Real Noroeste (Águia Branca) |
| Rekordmeister: Rio Branco AC | 0 | 02 Titel | Alegrense FC (Alegre) AA São Mateus (São Mateus) |
| Rekordmeister: Rio Branco AC | 0 | 01 Titel | Floriano FC (Vitória) SC Americano (Vitória) Caxias EC (Vitória) Cachoeiro FC (Cachoeiro de Itapemirim) Guarapari EC Ibiraçu EC AA Colatina Muniz Freire FC Linhares FC EC Aracruz Estrela do Norte FC (Cachoeiro de Itapemirim) CA Itapemirim (Itapemirim) Rio Branco FC (ES) (Venda Nova do Imigrante) |

## Meisterschaftshistorie
| Meister 2025: Rio Branco AC | 0 | - 2025 Rio Branco AC - 2024 Rio Branco AC - 2023 Real Noroeste - 2022 Real Noroeste - 2021 Real Noroeste - 2020 Rio Branco FC (ES) - 2019 Vitória FC - 2018 SD Serra FC - 2017 CA Itapemirim - 2016 AD Ferroviária Vale do Rio Doce - 2015 Rio Branco AC - 2014 Estrela do Norte FC - 2013 AD Ferroviária Vale do Rio Doce - 2012 EC Aracruz - 2011 AA São Mateus - 2010 Rio Branco AC - 2009 AA São Mateus - 2008 Serra FC - 2007 Linhares FC - 2006 Vitória FC - 2005 Serra FC - 2004 Serra FC - 2003 Serra FC - 2002 Alegrense FC - 2001 Alegrense FC - 2000 AD Ferroviária Vale do Rio Doce - 1999 Serra FC - 1998 Linhares EC - 1997 Linhares EC - 1996 AD Ferroviária Vale do Rio Doce - 1995 Linhares EC - 1994 AD Ferroviária Vale do Rio Doce - 1993 Linhares EC - 1992 AD Ferroviária Vale do Rio Doce - 1991 Muniz Freire FC - 1990 AA Colatina - 1989 AD Ferroviária Vale do Rio Doce - 1988 Ibiraçu EC - 1987 Guarapari EC - 1986 AD Ferroviária Vale do Rio Doce - 1985 Rio Branco AC - 1984 AD Ferroviária Vale do Rio Doce - 1983 Rio Branco AC - 1982 Rio Branco AC - 1981 AD Ferroviária Vale do Rio Doce - 1980 AD Ferroviária Vale do Rio Doce - 1979 AD Ferroviária Vale do Rio Doce - 1978 Rio Branco AC - 1977 AD Ferroviária Vale do Rio Doce - 1976 Vitória FC - 1975 Rio Branco AC - 1974 AD Ferroviária Vale do Rio Doce - 1973 Rio Branco AC - 1972 AD Ferroviária Vale do Rio Doce - 1971 Rio Branco AC - 1970 Rio Branco AC - 1969 Rio Branco AC - 1968 Rio Branco AC - 1967 AD Ferroviária Vale do Rio Doce - 1966 Rio Branco AC - 1965 AD Ferroviária Vale do Rio Doce - 1964 AD Ferroviária Vale do Rio Doce - 1963 Rio Branco AC - 1962 Rio Branco AC - 1961 Santo Antônio FC - 1960 Santo Antônio FC - 1959 Rio Branco AC - 1958 Rio Branco AC - 1957 Rio Branco AC - 1956 Vitória FC - 1955 Santo Antônio FC - 1954 Santo Antônio FC - 1953 Santo Antônio FC - 1952 Vitória FC - 1951 Rio Branco AC - 1950 Vitória FC - 1949 Rio Branco AC - 1948 Cachoeiro FC - 1947 Rio Branco AC - 1946 Rio Branco AC - 1945 Rio Branco AC - 1944 Caxias EC - 1943 Vitória FC - 1942 Rio Branco AC - 1941 Rio Branco AC - 1940 SC Americano (ES) - 1939 Rio Branco AC - 1938 Rio Branco AC - 1937 Rio Branco AC - 1936 Rio Branco AC - 1935 Rio Branco AC - 1934 Rio Branco AC - 1933 Vitória FC - 1932 Vitória FC - 1931 Santo Antônio FC - 1930 Rio Branco AC - 1929 Rio Branco AC - 1928 América FC - 1927 América FC - 1926 Floriano FC - 1925 América FC - 1924 Rio Branco AC - 1923 América FC - 1922 América FC - 1921 Rio Branco AC - 1920 Vitória FC - 1919 Rio Branco AC - 1918 Rio Branco AC - 1917 América FC |